# 花巻ジャンクション

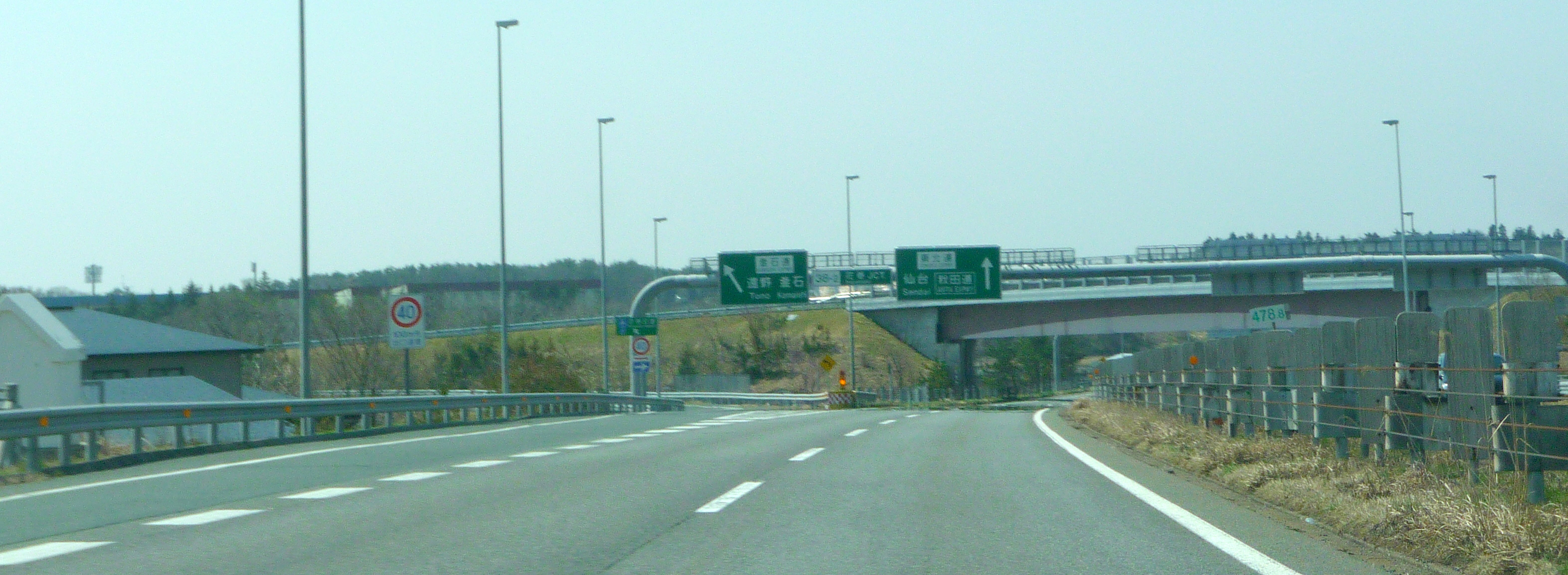
東北道上り線側のオフランプ分岐

花巻ジャンクション（はなまきジャンクション）は、岩手県花巻市椚ノ目にあるジャンクションであり、東北自動車道と釜石自動車道とを接続している。

## 道路
- E4 東北自動車道（38-3番）
- E46 釜石自動車道

## 分岐箇所の選定経緯
釜石自動車道（正式路線名：東北横断自動車道釜石秋田線）は1987年（昭和62年）の国幹道整備計画の見直し時に新規に組み入れられたが、東北自動車道の分岐箇所をどこにするかで論議をよび、地元では『北上分岐案』、『花巻分岐案』、『紫波分岐案』の3案のいずれかになるか関心が高かったが、結局花巻空港との利便性などより、『花巻分岐案』が採用となった。

## 隣
E4 東北自動車道
(38-1) 花巻南IC - (38-2) 花巻JCT - (39) 花巻IC
E46 釜石自動車道
(38-2) 花巻JCT - (1) 花巻空港IC